# Faik Konitza
Faik Konitza, född den 15 mars 1875 i Konitsa i Osmanska riket, död den 15 december 1942 i Washington, D.C. i USA, var en albansk intellektuell som gjorde mycket för att sprida albansk kultur. Tillsammans med Querim Panarity återlanserade han den flagga som Skanderbeg använt för  Albanien på 1400-talet. Albansk ambassadör i USA fram till 1939.
Faik Koniza fick sin grunläggande skolutbildning på turkiska i hembyn Konitsa. Den ligger sedan 1913 i norra Grekland, nära den albanska gränsen men tillhörde fram till dess Osmanska riket. Han studerade sedan vid jesuitkollegiet i Shkodra och sedan vid den franskspråkiga Galataskolan i Istanbul. År 1890 skickades han till Frankrike för studier, där han kom att stanna sju år. I Frankrike konverterade Faik från islam till katolicismen, och namngav sig själv som Dominik.

### Fotnoter
1. ↑  ”Flag of Albania”. Encyclopaedia Britannica. http://global.britannica.com/EBchecked/topic/321830/Faik-Konitsa. Läst 29 oktober 2014.  ”Albanian immigrants Faik Konitsa of Brussels and Querim Panarity of Boston popularized Skanderbeg in the late 19th century and revived his flag as a national rallying point for Albanians at home and abroad.”